# Hudičev most (legenda)
Hudičev most je ljudska legenda. Zapisala jo je Marija Cvetek po pripovedovanju Frančiške Žagar leta 1989. Skupaj z drugimi bohinjskimi pravljicami jo je izdala leta 1993 v zbirki Naš voča so včas zapodval: bohinjske pravljojce.

## Analiza
Legenda pripoveduje o delavcih, ki so gradili most do večera, zjutraj pa je bilo vse podrto. Nato je nekdo rekel, naj most kar hudič sam dela. In hudič je začel delati most, v zameno pa zahteval prvo dušo, ki ga bo prečkala. Eden od kmetov je imel psa in tako se mu je porodila ideja, da bo čez most vrgel telečjo kost, pes pa bo skočil za njo. Tako je hudič dobil pasjo dušo. Od jeze je zamahnil z repom in podrl ograjo. Most pa še danes stoji. 
Pripovedovalec je tretjeosebni ali vsevedni. Književni prostor in čas nista poznana. Časovno lahko opredelimo le gradnjo mostu (gradili so do večera, zjutraj je bil most porušen). Glavna književna oseba je hudič, stranske osebe pa delavci, kmet in njegov pes.
Motiv za dogajanje sta gradnja mostu in darovanje duše hudiču kot plačilo.

## Liki
- Glavni literarni lik: hudič, pravljično bitje, ki v zameno, da zgradi most, zahteva plačilo - dušo.
- Stranski glavni literarni lik: kmet, ki pogumno žrtvuje svojega psa.
- Druge stranske književne osebe: delavci, ki so se trudili zgraditi most.
- Živalski lik: pes, ki skoči za kostjo.

## Interpretacija dela
Hudičev most je ljudska legenda, ki razlaga gradnjo mostu. V njej zasledimo značilnosti ljudskega slovstva:
- Avtor ni poznan, prenašala se je preko ustnega izročila;
- dogajalni prostor in čas nista definirana;
- nastopa tudi pravljično, bajeslovno bitje – hudič;
- vsebuje okrasne pridevke: Hudičev (most), prva (duša), velika telečja (kost), pasja (duša);
- nastopajoče osebe niso imensko poimenovane.

Funkcija škodljivca pripada hudiču. Ko sam začne graditi most, se za kratek čas postavi v vlogo junaka, vendar ostaja velik škodljivec, saj za plačilo zahteva žrtev oziroma njeno dušo. Junaka v legendi predstavlja kmet, ki se odloči, da bo prvi šel čez most njegov pes. S tem, ko žrtvuje pasje življenje, reši človeškega. Premeteno pretenta hudiča, ki se mora zadovoljiti z živalsko dušo.
Po teoriji Vladimirja Proppa gre tudi za nekakšen spopad, natančneje pogajanje, s škodljivcem. Delavci se s hudičem pogodijo, kaj mu bodo dali kot plačilo za delo. Temelji tudi na nasprotju med dobrim in zlim.

## Motivno-tematske povezave
Motivno-tematske povezave z legendo o Hudičevem mostu lahko zasledimo tako v slovenski kot tudi svetovni mladinski književnosti.

### Čedadski most
(zbirka Slovenska dežela v pripovedki in podobi)
- Kratka obnova: Čedajci so podrli most, da bi preprečili Atili in njegovi vojski v mesto, a jim ni uspelo. Ko so zopet hoteli zgraditi most, jim je pomoč ponudil vrag, ki je za plačilo zahteval dušo. Čez most so spustili psa in hudič je dobil pasjo dušo. Jezno je odšel in okrušil most.
- Podobnosti:
  - gradnja mostu,
  - na pomoč priskoči hudič v zameno za prvo dušo,
  - Čedajci hudiča pretentajo s pasjo dušo,
  - hudič poškoduje most.

### Hudič pomaga zidati most
(zbirka Javorov hudič)
- Kratka obnova: Nekje so zidali velik most. Ker pa jim ni šlo dobro od rok, se je hudič ponudil, da jim pomaga. Za plačilo je zahteval prvo dušo, ki bo šla čez most. Žrtvovali so pasjo dušo, hudič pa je od jeze psa zgrabil za rep, ga vrgel na tla in v mostu je nastala luknja.
- Podobnosti:
  - gradnja mostu,
  - pomoč hudiča,
  - za plačilo prva duša, ki gre čez most,
  - most prečka pes,
  - hudič poškoduje most.

### Maček in vrag
(James Joyce, Maček in vrag)
- Kratka obnova: V nekem francoskem mestu so gradili most čez Loaro. Pomagal jim je vrag in zahteval dušo. Ko je vrag zgradil most, je nanj župan položil mačka, ga polil z vedrom vode in že je bil maček na drugi strani mostu, njegova duša pa v vragovih rokah.
- Podobnosti:
  - gradnja mostu,
  - plačilo prva duša,
- Razlike:
  - čez most skoči maček in ne pes,
  - hudič mirno odide in se mostu niti ne dotakne.

### Vragov jez v Braniku
(zbirka Slovenske bajke in pripovedke)
- Kratka obnova: V kraju z imenom Pekel je živel reven mlinar. Vipava mu je pogosto zalila mlin. Z vragom je sklenil pogodbo, naj mu sezida jez čez reko, on pa mu bo dal svojo dušo. Ko je hudobec zgradil jez, ga je pregnalo petelinje petje in mlinar je srečno živel z zajezeno reko.
- Podobnosti:
  - plačilo dela je duša.
- Razlike:
  - hudič gradi jez, ne mostu,
  - ne dobi nobene duše, saj ga prepodi petelin.

### Hudič zida mlin
(zbirka Javorov hudič)
- Kratka obnova: Mlinar je pri mlinu hotel sezidati jez, vendar mu ni šlo. Od neke ženske je odkupil hudiča, da mu bo pomagal zidati. Hudič mu je postavil pogoj; če bo jez sezidan prej, ko bo petelin zapel, bo vzel njegovo dušo. Ko je bil jez že skoraj končan, je mlinar prebudil petelina, ki je s kikirikanjem pregnal hudiča. Vendar v tej pripovedki jez ni bil nikoli dokončan in ga je podirala voda.
- Podobnosti:
  - hudič zahteva dušo.
- Razlike:
  - hudič gradi jez, ne mostu,
  - hudič svojega dela ne dokonča, ker ga petelin prepodi.

## Izdaje
- Marija Cvetek, Naš voča so včas zapodval, ČZP Kmečki glas, Ljubljana 1993;
- Marija Cvetek, Bohinjske pravljice, Zveza društev slovenskih likovnih umetnikov, Ljubljana 2000;
- Najlepši slovenski miti in legende, Mladinska knjiga, Ljubljana 2004.